# Salto de esqui nos Jogos Olímpicos de Inverno de 2014 - Pista normal individual feminino
A competição individual feminino em pista normal do salto de esqui nos Jogos Olímpicos de Inverno de 2014 foi disputada no Centro de Saltos RusSki Gorki, na Clareira Vermelha, em Sóchi, no dia e 11 de fevereiro.

## Medalhistas
| Ouro   | GER Carina Vogt            |
| Prata  | AUT Daniela Iraschko-Stolz |
| Bronze | FRA Coline Mattel          |

## Resultados
|                   |     |                            | 1ª rodada     | 1ª rodada | 1ª rodada | Rodada final  | Rodada final | Rodada final | Total  |
| Pos.              | Bib | Atleta                     | Distância (m) | Pontos    | Pos.      | Distância (m) | Pontos       | Pos.         | Pontos |
| ----------------- | --- | -------------------------- | ------------- | --------- | --------- | ------------- | ------------ | ------------ | ------ |
| Medalha de ouro   | 29  | GER Carina Vogt            | 103.0         | 126.8     | 1         | 97.5          | 120.6        | 5            | 247.4  |
| Medalha de prata  | 28  | AUT Daniela Iraschko-Stolz | 98.5          | 120.2     | 5         | 104.5         | 126.0        | 1            | 246.2  |
| Medalha de bronze | 24  | FRA Coline Mattel          | 99.5          | 125.7     | 2         | 97.5          | 119.5        | 8            | 245.2  |
| 4                 | 30  | JPN Sara Takanashi         | 100.0         | 124.1     | 3         | 98.5          | 118.9        | 9            | 243.0  |
| 5                 | 8   | ITA Evelyn Insam           | 98.5          | 120.5     | 4         | 99.0          | 121.7        | 4            | 242.2  |
| 6                 | 25  | SLO Maja Vtič              | 100.5         | 120.1     | 6         | 100.5         | 121.8        | 3            | 241.9  |
| 7                 | 26  | JPN Yuki Ito               | 97.5          | 117.4     | 10        | 101.0         | 124.4        | 2            | 241.8  |
| 8                 | 23  | NOR Maren Lundby           | 97.0          | 115.5     | 13        | 100.0         | 120.0        | 6            | 235.5  |
| 9                 | 18  | NOR Line Jahr              | 97.5          | 117.7     | 9         | 98.5          | 116.9        | 11           | 234.6  |
| 10                | 15  | USA Jessica Jerome         | 97.0          | 116.3     | 12        | 99.0          | 117.8        | 10           | 234.1  |
| 11                | 14  | SLO Katja Požun            | 96.5          | 113.9     | 17        | 99.5          | 119.7        | 7            | 233.6  |
| 12                | 7   | CAN Atsuko Tanaka          | 97.5          | 117.8     | 8         | 95.0          | 113.5        | 12           | 231.3  |
| 13                | 11  | CAN Taylor Henrich         | 97.5          | 118.2     | 7         | 96.0          | 112.2        | 14           | 230.4  |
| 14                | 20  | NOR Helena Olsson Smeby    | 98.5          | 115.0     | 15        | 98.0          | 113.3        | 13           | 228.3  |
| 15                | 6   | USA Lindsey Van            | 97.0          | 116.4     | 11        | 94.5          | 110.8        | 15           | 227.2  |
| 16                | 27  | RUS Irina Avvakumova       | 98.5          | 114.4     | 16        | 94.5          | 107.8        | 19           | 222.2  |
| 17                | 22  | FIN Julia Kykkänen         | 95.5          | 115.1     | 14        | 93.5          | 106.4        | 20           | 221.5  |
| 18                | 13  | SUI Bigna Windmüller       | 96.0          | 112.3     | 20        | 96.0          | 108.4        | 18           | 220.7  |
| 19                | 12  | FRA Julia Clair            | 95.5          | 113.8     | 18        | 91.5          | 104.7        | 22           | 218.5  |
| 20                | 3   | FRA Léa Lemare             | 93.0          | 107.9     | 22        | 93.0          | 110.2        | 16           | 218.1  |
| 21                | 1   | USA Sarah Hendrickson      | 94.0          | 112.4     | 19        | 91.5          | 105.2        | 21           | 217.6  |
| 22                | 16  | GER Ulrike Gräßler         | 94.0          | 110.5     | 21        | 91.5          | 104.4        | 24           | 214.9  |
| 23                | 21  | GER Katharina Althaus      | 90.5          | 103.2     | 24        | 92.5          | 108.6        | 17           | 211.8  |
| 24                | 5   | NOR Gyda Enger             | 93.0          | 105.8     | 23        | 91.5          | 103.9        | 25           | 209.7  |
| 25                | 4   | AUT Chiara Hölzl           | 92.0          | 102.5     | 25        | 96.0          | 104.6        | 23           | 207.1  |
| 26                | 9   | SLO Špela Rogelj           | 91.5          | 102.0     | 26        | 86.5          | 97.6         | 27           | 199.6  |
| 27                | 19  | SLO Eva Logar              | 90.0          | 100.1     | 28        | 88.0          | 99.0         | 26           | 199.1  |
| 28                | 17  | GER Gianina Ernst          | 90.5          | 100.3     | 27        | 87.5          | 92.4         | 29           | 192.7  |
| 29                | 10  | ITA Elena Runggaldier      | 85.0          | 86.2      | 29        | 88.0          | 93.4         | 28           | 179.6  |
| 30                | 2   | JPN Yurina Yamada          | 78.0          | 73.3      | 30        | 64.5          | 42.4         | 30           | 115.7  |

Legenda
| Recorde mundial      | Recorde mundial (World record)               |                       | Recorde africano                      | Recorde africano (African) |                                           | Q | Classificado por posição (Qualified) |
| Recorde olímpico     | Recorde olímpico (Olympic record)            | Recorde da América    | Recorde da América (Americas)         | q                          | Classificado por melhor tempo (Qualified) |   |                                      |
| Melhor marca do ano  | Melhor marca do ano (World leading)          | Recorde asiático      | Recorde asiático (Asian)              | DNS                        | Não largou (Did not start)                |   |                                      |
| Recorde nacional     | Recorde nacional (National record)           | Recorde europeu       | Recorde europeu (European)            | DNF                        | Não terminou (Did not finish)             |   |                                      |
| Recorde pessoal      | Recorde pessoal do atleta (Personal best)    | Recorde da Oceania    | Recorde da Oceania (Oceania)          | DSQ / DQ                   | Desclassificado (Disqualified)            |   |                                      |
| Recorde da temporada | Recorde da temporada do atleta (Season best) | Recorde sul-americano | Recorde sul-americano (South America) | NM                         | Sem marca (No mark)                       |   |                                      |